# Provincia di Farah
Farah è una provincia dell'Afghanistan di 925.016 abitanti, che ha come capoluogo Farah. Confina con le province di Herat a nord, di Ghowr a nord-est, di Helmand a sud-est e di Nimruz a sud e con l'Iran (regione di Sistan e Baluchistan e di Khorasan) a ovest.

## Amministrazione
La provincia di Farah è divisa in 11 distretti:

### Distretti

La localizzazione dei distretti della Provincia di Farah.

| Distretto      | Capitale                | Popolazione | Superficie | Numero di villaggi e gruppi etnici                                                          |
| -------------- | ----------------------- | ----------- | ---------- | ------------------------------------------------------------------------------------------- |
| Anar Dara      | Anar Dara               | 65.573      | 5.000 km²  | 50 villaggi: 70% Tagiki con 30% Pashtun (30.000 ab.).                                       |
| Bakwa          | Sultani Bakwa           | 79.529      | 2.424 km²  | 80 villaggi: con prevalenza Pashtun.                                                        |
| Bala Buluk     | Bala Buluk              | 100.429     | 3.800 km²  | villaggi: 95% Pashtun con minoranze Tagike                                                  |
| Farah          | Farah                   | 159.310     | 3.500 km²  | 115 villaggi: 85% Pashtun e 10% Tagiki con altre minoranze etniche.                         |
| Gulistan       | Gulistan o Golestan     | 53.780      | 7.102 km²  | 109 villaggi: 80% Pashtun con minoranze Tagike.                                             |
| Khaki Safed    | Khaki Safed o Alagadari | 43.000      | 1.200 km²  | 60 villaggi: in maggioranza Pashtun e pochi Tagiki.                                         |
| Lash Wa Juwayn | Lash Wa Juwayn          | 28.000      | 5.491 km²  | 63 villaggi: 50% Pashtun e 50% Tagiki (con gruppi etnici Persiani o Farsi). Pashtun, Tajik. |
| Purchaman      | Purchaman o Porchaman   | 51.626      | 6.694 km²  | 294 villaggi: circa 95% Tagiki con minoranze Pashtun.                                       |
| Pusht Rod      | Pusht Rod               | 52.000      | 1.200 km²  | 60 villaggi: rilevante maggioranza Pashtun con pochi Tagiki.                                |
| Qala-i-Kah     | Do Kal'eh               | 21.000      | 3.598 km²  | 56 villaggi: Pashtun e Tagiki.                                                              |
| Shib Koh       | Shib Koh                | 328.000     | 2.738 km²  | 56 villaggi: 70% Pashtun e 15% Tagiki, con altri gruppi etnici.                             |